# ATC kód N05
ATC kód N05 Psycholeptika je hlavní terapeutická skupina anatomické skupiny N. Nervová soustava.

## N05A Antipsychotika, neuroleptika

### N05AA Fenothiaziny s alifatickým postranním řetězcem
N05AA01 Chlorpromazin
N05AA02 Levomepromazin
N05AA03 Promazin
N05AA04 Acepromazin
N05AA05 Triflupromazin
N05AA06 Cyamemazin
N05AA07 Chlorproethazin

### N05AB Fenothiaziny s postranním řetězcem obsahujícímpiperazin
N05AB01 Dixyrazin
N05AB02 Flufenazin
N05AB03 Perfenazin
N05AB04 Prochlorperazin
N05AB05 Thiopropazát
N05AB06 Trifluoperazin
N05AB07 Acetofenazin
N05AB08 Thioproperazin
N05AB09 Butaperazin
N05AB10 Perazin

### N05AC Fenothiaziny s postranním řetězcem obsahujícímpiperidin
N05AC01 Periciazin
N05AC02 Thioridazin
N05AC03 Mesoridazin
N05AC04 Pipotiazin

### N05AD Derivátybutyrofenonu
N05AD01 Haloperidol
N05AD02 Trifluperidol
N05AD03 Melperon
N05AD04 Moperon
N05AD05 Pipamperon
N05AD06 Bromperidol
N05AD07 Benperidol
N05AD08 Droperidol
N05AD09 Fluanizon
QN05AD90 Azaperon

### N05AEIndolovéderiváty
N05AE01 Oxypertin
N05AE02 Molindon
N05AE03 Sertindol
N05AE04 Ziprasidon
N05AE05 Lurasidon

### N05AF Derivátythioxanthenu
N05AF01 Flupentixol
N05AF02 Klopenthixol
N05AF03 Chlorprothixen
N05AF04 Tiotixen
N05AF05 Zuklopenthixol

### N05AG Deriváty difenylbutylpiperidinu
N05AG01 Fluspirilen
N05AG02 Pimozid
N05AG03 Penfluridol

### N05AH Diazepiny, oxepiny, oxazepiny a thiazepiny
N05AH01 Loxapin
N05AH02 Klozapin
N05AH03 Olanzapin
N05AH04 Kvetiapin
N05AH05 Asenapin
N05AH06 Klotiapin

### N05AL Benzamidy
N05AL01 Sulpirid
N05AL02 Sultoprid
N05AL03 Tiaprid
N05AL04 Remoxiprid
N05AL05 Amisulprid
N05AL06 Veraliprid
N05AL07 Levosulpirid

### N05AN Lithium
N05AL01 Lithium

### QN05AK Neuroleptika pro veterinární léčbutardivní dyskineze
Podskupina neobsahuje žádné veterinární léčivé přípravky.

### N05AL Benzamidy
N05AL01 Sulpirid
N05AL02 Sultoprid
N05AL03 Tiaprid
N05AL04 Remoxiprid
N05AL05 Amisulprid
N05AL06 Veraliprid
N05AL07 Levosulpirid

### N05AN Lithium
N05AN01 Lithium

### N05AX Jiná antipsychotika
N05AX07 Prothipendyl
N05AX08 Risperidon
(N05AX09 Klotiapin)
N05AX10 Mosapramin
N05AX11 Zotepin
N05AX12 Aripiprazol
N05AX13 Paliperidon
N05AX14 Iloperidon
N05AX15 Kariprazin
N05AX16 Brexpiprazol
N05AX17 Pimavanserin
QN05AX90 Amperozid

## N05B Anxiolytika

### N05BABenzodiazepinovéderiváty
N05BA01 Diazepam
N05BA02 Chlordiazepoxid
N05BA03 Medazepam
N05BA04 Oxazepam
N05BA05 Kalium-klorazepát
N05BA06 Lorazepam
N05BA07 Adinazolam
N05BA08 Bromazepam
N05BA09 Klobazam
N05BA10 Ketazolam
N05BA11 Prazepam
N05BA12 Alprazolam
N05BA13 Halazepam
N05BA14 Pinazepam
N05BA15 Kamazepam
N05BA16 Nordazepam
N05BA17 Fludiazepam
N05BA18 Ethyl-loflazepát
N05BA19 Etizolam
N05BA21 Klotiazepam
N05BA22 Kloxazolam
N05BA23 Tofisopam
N05BA24 Bentazepam
N05BA56 Lorazepam, kombinace

### N05BB Derivátydifenylmethanu
N05BB01 Hydroxyzin
N05BB02 Kaptodiam
N05BB51 Hydroxyzin, kombinace

### N05BCKarbamáty
N05BC01 Meprobamát
N05BC03 Emylkamát
N05BC04 Mebutamát
N05BC51 Meprobamát, kombinace

### N05BD Deriváty dibenzobicyklooktadienu
N05BD01 Benzoktamin

### N05BE Deriváty azaspirodekandionu
N05BE01 Buspiron

### N05BX Jiná anxiolytika
N05BX01 Mefenoxalon
N05BX02 Gedokarnil
N05BX03 Etifoxin
N05BX04 Fabomotizol
N05BX05 Levandulová silice

## N05CHypnotikaasedativa

### N05CA Barbituráty
N05CA01 Pentobarbital
N05CA02 Amobarbital
N05CA03 Butobarbital
N05CA04 Barbital
N05CA05 Aprobarbital
N05CA06 Sekobarbital
N05CA07 Talbutal
N05CA08 Vinylbital
N05CA09 Vinbarbital
N05CA10 Cyklobarbital
N05CA11 Heptabarbital
N05CA12 Reposal
N05CA15 Methohexital
N05CA16 Hexobarbital
N05CA19 Thiopental
N05CA20 Ethallobarbital
N05CA21 Allobarbital
N05CA22 Proxibarbal

### N05CB Barbituráty, kombinace
N05CB02 Barbituráty v kombinaci s jinými léčivy

### N05CCAldehydya jejich deriváty
N05CC01 Chloralhydrát
N05CC02 Chloralodol
N05CC03 Chloralhydrát + Acetylglycinamid
N05CC04 Dichloralfenazon
N05CC05 Paraldehyd

### N05CD Benzodiazepinové deriváty
N05CD01 Flurazepam
N05CD02 Nitrazepam
N05CD03 Flunitrazepam
N05CD04 Estazolam
N05CD05 Triazolam
N05CD06 Lormetazepam
N05CD07 Temazepam
N05CD08 Midazolam
N05CD09 Brotizolam
N05CD10 Quazepam
N05CD11 Loprazolam
N05CD12 Doxefazepam
N05CD13 Cinolazepam
QN05CD90 Klimazolam

### N05CE Deriváty piperidindionu
N05CE01 Glutethimid
N05CE02 Methyprylon
N05CE03 Pyrithyldion

### N05CF Léčiva podobná benzodiazepinům
N05CF01 Zopiklon
N05CF02 Zolpidem
N05CF03 Zaleplon
N05CF04 Eszopiklon

### N05CH Agonistémelatoninovéhoreceptoru
N05CH01 Melatonin
N05CH02 Ramelteon

### N05CM Jiná hypnotika a sedativa
N05CM01 Methaqualon
N05CM02 Klomethiazol
N05CM03 Bromisoval
N05CM04 Carbromal
N05CM05 Skopolamin
N05CM06 Propiomazin
N05CM07 Triklofos
N05CM08 Ethchlorvynol
N05CM09 Extrakty z kozlíku lékařského
N05CM10 Hexapropymát
N05CM11 Bromidy
N05CM12 Apronal
N05CM13 Valnoctamid
N05CM15 Methylpentynol
N05CM16 Niaprazin
(N05CM17 Melatonin)
N05CM18 Dexmedetomidin
QN05CM90 Detomidin
QN05CM91 Medetomidin
QN05CM92 Xylazin
QN05CM93 Romifidin
QN05CM94 Metomidát

### N05CX Hypnotika a sedativa v kombinaci, kromě barbiturátů
N05CX Hypnotika a sedativa v kombinaci, kromě barbiturátů

## Poznámka
- Registrované léčivé přípravky na území České republiky.
- Informační zdroj: Státní ústav pro kontrolu léčiv, Všeobecná zdravotní pojišťovna.